# Helmut Thoma (Manager)

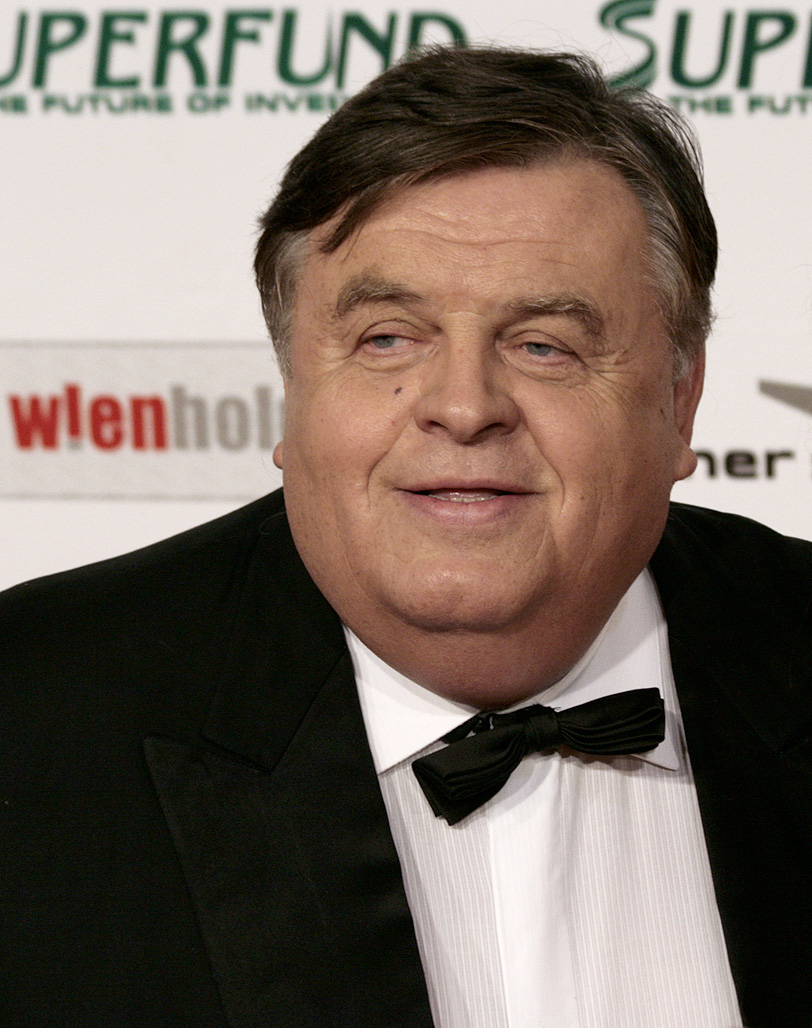
Helmut Thoma (Wien 2009)

Helmut Thoma (* 3. Mai 1939 in Wien; † 3. Mai 2025 ebenda) war ein österreichischer Medienmanager. In seiner Funktion als langjähriger Geschäftsführer von RTL Television in den 1980er- und 1990er-Jahren galt er als einer der Väter des Privatfernsehens in Deutschland.

## Karriere
Thoma machte zunächst eine Ausbildung in einer Molkerei, bis er 1958 an der Abendschule seine Matura nachholte. Anschließend absolvierte er ein Studium für Rechtswissenschaften an der Universität Wien, an der er 1962 zum Dr. jur. promovierte. Bis 1966 war er in verschiedenen Kanzleien tätig und machte Praktika im Gericht. 1966 begann er als juristischer Mitarbeiter beim ORF, wo er von 1968 bis 1973 die Rechtsabteilung leitete. Dann wechselte er als Prokurist der Generalvertretung zu Radio Luxemburg (IPA), bevor er 1975 alleiniger Geschäftsführer wurde.
Helmut Thoma wurde 1982 Programmdirektor von Radio Luxemburg und übernahm am 2. Januar 1984 die Direktion des Privatfernsehens von RTLplus in Luxemburg. Ab 1986 war er Sprecher der Geschäftsführung von RTLplus Deutschland Fernsehen GmbH & Co. KG, welche er sich zunächst mit Erich Staake teilte. Nachdem Erich Staake im März 1991 zu Bertelsmann zurückgekehrt war, war Helmut Thoma alleiniger Geschäftsführer. Im November 1998 übergab er diesen Posten an seinen Landsmann Gerhard Zeiler.
Mit einem Gespür für die Medienlandschaft und mutigen Programmentscheidungen machte Helmut Thoma RTL im Jahr 1993 mit einem Marktanteil von 18,9 % zum damals erfolgreichsten und profitabelsten Fernsehsender Europas. Ungeachtet der vielfältigen Kritik im Hinblick auf die Wahl der Programmformate und die Fokussierung auf Einschaltquoten wurde Helmut Thoma zum „Medien-Mann des Jahres 1989“ gewählt, vom österreichischen Bundespräsidenten zum Ehrenprofessor ernannt (1995) und vielfach ausgezeichnet, insbesondere mit der „Goldenen Kamera“ („Preis für die Bewegung im deutschen Fernsehen“; 1989) und dem „Bambi“ (1990), dem „Goldenen Ehrenzeichen für Verdienste um das Land Wien“ (1991) und dem „Deutschen Medienpreis“ (1992), dem „International Emmy Award“ (1994) und dem „Verdienstorden des Landes Nordrhein-Westfalen“ (1995).
Nach seiner Tätigkeit bei RTL war Thoma von 1998 bis 2002 Medienbeauftragter des damaligen Ministerpräsidenten des Landes Nordrhein-Westfalen, Wolfgang Clement.
In der Folge schrieb Thoma Kolumnen für die Wirtschaftswoche. Des Weiteren war er Ehrensenator der Business and Information Technology School (BiTS) in Iserlohn, Aufsichtsrat der freenet AG und von 2007 bis zu seinem Tod Aufsichtsrat des Sparten-TV-Senders Deutsches Anleger Fernsehen (DAF), der dem umstrittenen „Börsen-Guru“ Bernd Förtsch gehört. Im Sommer 2007 gründete er das Medienberatungsunternehmen TT-Studios.

## Privates
Thoma heiratete dreimal. Aus erster Ehe hat er einen Sohn, den Medienmanager Harald Thoma. In zweiter Ehe war er mit einer HNO-Ärztin verheiratet. In dritter Ehe heiratete er 1994 die ehemalige luxemburgische Bankerin Danièle Milbert (* 1953), mit der er liiert war, seit sie 1984 als seine Assistentin bei RTL arbeitete. 1998 erfolgte eine Trennung, 2004 die Rückkehr. Dazwischen schrieb Danièle Thoma ein Buch über ihre Ehe. Thoma und seine Medienberatungsfirma residierten in der Burg Schallmauer in Hürth-Berrenrath.
Thoma starb am 3. Mai 2025, seinem 86. Geburtstag, in Wien an Herzversagen.

## Prägnante Formulierungen
Öffentliche Äußerungen von Helmut Thoma fanden wegen der einfachen und prägnanten Zuspitzung oft einigen Widerhall. „Wer dem Trend hinterherläuft, sieht nur seinen Hintern“, war einer der flapsigen Sprüche von ihm, wie die Zeitungsquelle es nennt. Sein Lebensmotto soll gelautet haben: „Ich möchte nicht in diesem riesigen Ameisenhaufen der Menschheit eine Normal-Ameise sein, ich möchte wenigstens eine mit einer Schleife sein.“
Weitere Formulierungen, die Thoma zugeschrieben bzw. als von Thoma genutzt gelten, sind „Der Köderwurm hat dem Fisch zu schmecken und nicht dem Angler“, sowie „Im Seichten kann man nicht ertrinken“, jeweils mit Hintergrund in der inhaltlichen Ausrichtung des noch jungen Privatfernsehens auf die Erzielung hoher Reichweiten und weniger vorrangig qualitativer Aspekte.
In anderen Publikationen aufgegriffen wurde sein Label „Kukident-Sender“ (in Anspielung auf den gleichnamigen Zahnersatzreiniger) mit Blick auf das hohe Durchschnittsalter des RTL-Konkurrenten ZDF. Dies fand auch in der ZDF-Satire Lerchenberg seinen Niederschlag.

## Kritik
Anfang November 2010 geriet er mit einer Aussage in die Schlagzeilen: In einem Interview mit der Welt am Sonntag gestand er, in der Vergangenheit einem Grabräuber Diebesgut aus der antiken Stätte Palmyra abgekauft zu haben, ein österreichischer Archäologe reagierte empört.

## Preise und Auszeichnungen
- Officier de l’ordre de mérite, Luxemburg (1987)
- Medien-Mann des Jahres 1989
- Bambi (1990)
- Goldene Kamera (1990)
- Dr. Kurt Neven DuMont Medaille der Westdeutschen Akademie für Kommunikation (1990)
- Goldenes Ehrenzeichen für Verdienste um das Land Wien (1991)
- Deutscher Medienpreis (1992)
- Preis der beleidigten Zuschauer (1994)
- International Emmy Award (1994)
- Berufstitel Professor des österreichischen Bundespräsidenten (1995)
- Verdienstorden des Landes Nordrhein-Westfalen (1995)
- Offizier des Ordens der Eichenkrone (1997)
- Großes Silbernes Ehrenzeichen für Verdienste um die Republik Österreich[22] (2005)